# ルーコ・デイ・マルシ
ルーコ・デイ・マルシ（イタリア語: Luco dei Marsi）は、イタリア共和国アブルッツォ州ラクイラ県にある、人口約6,100人の基礎自治体（コムーネ）。

## 地理

### 位置・広がり

#### 隣接コムーネ
隣接するコムーネは以下の通り。
- アヴェッツァーノ
- カニストロ
- カピストレッロ
- チェラーノ
- チヴィタ・ダンティノ
- チヴィテッラ・ロヴェート
- トラサッコ

## 姉妹都市
- スタン、フランス